# Casa de la Roqueta
La Casa de la Roqueta és un edifici d'Ulldecona (Montsià) inclòs a l'Inventari del Patrimoni Arquitectònic de Catalunya.

## Descripció
Es tracta d'un habitatge entre mitgeres composta de planta, dos pisos i terrat. A la planta, s'inscriu una porta allindada amb brancals de pedra i balcó lateral a nivell d'entresòl. En el primer pis hi ha un balcó amb base de pedra i en el segon pis, en el mateix eix, es troba altre balcó, amb base semicircular de poca volada i barana de pedra. Coronant la façana hi ha una balustrada de pedra. La façana està arrebossada simulant carreus als emmarcaments de les obertures i fris decoratiu en la separació entre nivells de motius vegetals força geomatitzats. En els forjats del mur es simula carreus amb treballs d'encoixinat i, amb l'alternança de filades de diferent esquema, cerca el decorativisme. L'interior, malgrat conservar l'estructura original, ha sofert intervencions puntuals.

## Història
En opinió dels propietaris degué aixecar-se pels voltants de l'any 1920.